# داستان راستان
داستان راستان نام مجموعه‌ای از داستان‌های کوتاه، اثر مرتضی مطهری است.

## موضوع
این کتاب مجموعه‌ای از داستان‌های کوتاه است که دربارهٔ زندگی بزرگان دینی در اسلام نوشته شده‌است.
کتاب شامل دو جلد است که در جلد اول آن هفتادوپنج داستان و در جلد دوم پنجاه داستان نوشته شده است. منابع داستان‌های کتاب، از کتب احادیث، تواریخ و سیره و با زبانی ساده و مفید به صورت حکایت و داستان بر اساس واقعیت بیان شده‌است.
انتشار کتاب در دهه چهل و پنجاه در شرایطی بود که بیشتر کتاب‌های داستانی منتشر شده از نویسندگان چپ‌گرا بود.

## ترجمه کتاب
این کتاب به زبان انگلیسی و ژاپنی ترجمه شده‌است. این کتاب به زبان صربستانی توسط «وویانیچ» و «علیباشیچ» ترجمه شده‌است.

## جوایز
کتاب برنده جایزه یونسکو در سال ۱۳۴۴ هجری شمسی شده‌است.